# دواهاندیا
دواهاندیا (به لاتین: Dewahandiya) یک منطقهٔ مسکونی در سری‌لانکا است که در استان مرکزی (سری‌لانکا) واقع شده‌است.